# Horvátlövő
Horvátlövő (Duits: Kroatisch Schützen) is een plaats (község) en gemeente in het Hongaarse comitaat Vas. Horvátlövő telt 206 inwoners (2001).

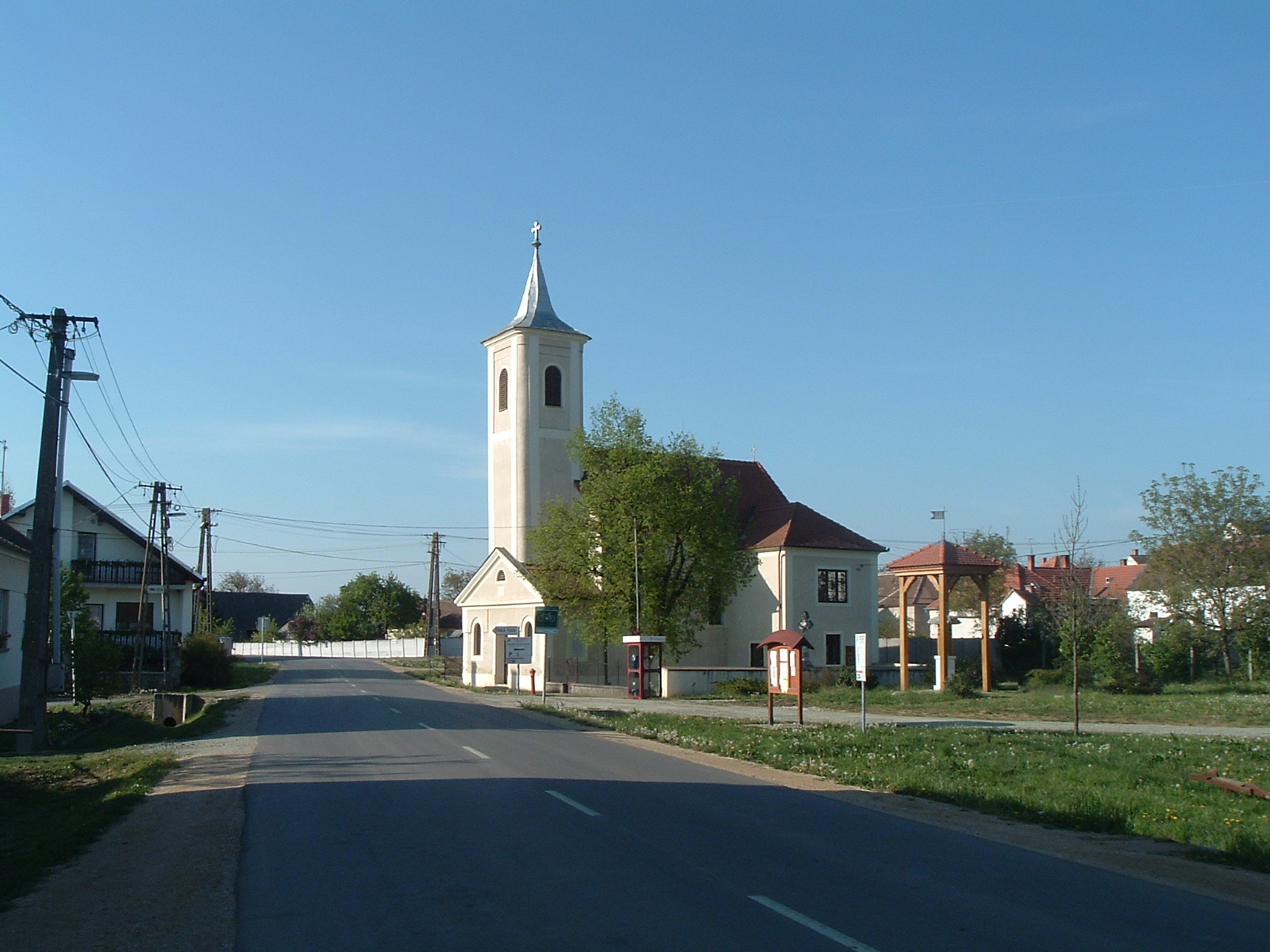
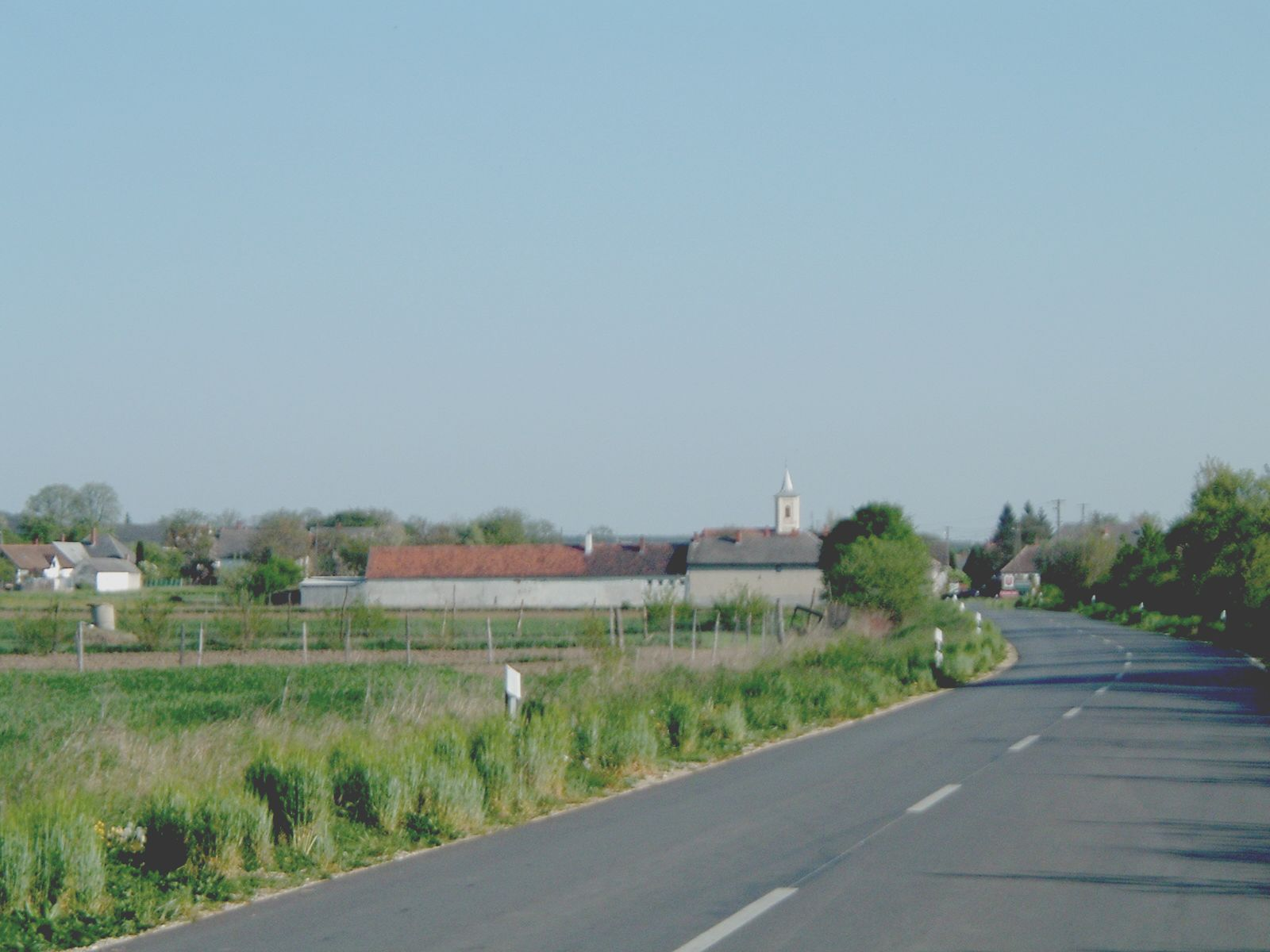